# 黃裳華
黃裳華（?—?），福建省臺灣府臺灣縣人，清朝政治人物、進士出身。
光緒三年（1877年），参加丁丑科殿試，登進士二甲第93名。同年五月，分部學習。